# Coccothrinax inaguensis
Coccothrinax inaguensis là loài thực vật có hoa thuộc họ Arecaceae. Loài này được Read mô tả khoa học đầu tiên năm 1966.